# Émile Poisson
Pour les articles homonymes, voir Poisson (homonymie).

Avis pour l'institution Eugène poisson

Émile Poisson, né le 25 mai 1905 à Ouidah et décédé le 4 juin 1999 à Vanves, est un homme politique béninois.
Au cours de sa carrière, il est instituteur, conseiller général puis sénateur du Dahomey, maire de Ouidah, député à l'Assemblée territoriale du Dahomey, ministre de la Justice, ambassadeur du Dahomey auprès de la CEE et en France.

## Biographie

### Formation et carrière professionnelle
Émile Poisson est né le 25 mai 1905 à Ouidah au Dahomey. Il intègre l'École normale William-Ponty à Dakar puis l'École normale d'Aix-en-Provence où il obtient un diplôme d'instituteur. De retour au Dahomey en 1925, il enseigne dans une école publique à Pahou, de laquelle il démissionne pour fonder, en 1937, l'institution Eugène poisson à Porto-Novo puis à Ouidah,,.

### Carrière politique
Émile Poisson s'engage très tôt en politique. En 1945, il crée un groupe de défense des intérêts des commerçants locaux face aux expatriés français, une action qui lui donne une assise sur le plan politique. Il adhère à l'Union progressiste dahoméenne, premier parti politique de l'histoire du Dahomey ; mais à la suite de divergences, il quitte cette dernière et co-fonde avec Justin Ahomadegbé, le Bloc populaire africain (BPA), le 7 décembre 1946.
C'est logiquement sous l'étiquette du BPA qu'il se présente aux élections territoriales de 1946-1947. Si le parti nouvellement créé réussit à se classer en deuxième position derrière l'UPD en obtenant six sièges sur les trente disponibles, Émile Poisson échoue à remporter son siège au Conseil général. Un échec effacé par son élection, le 16 janvier 1947, au Conseil de la République en récoltant, au premier collège, 7 votes sur 12 exprimés. Au palais du Luxembourg, il s'inscrit au groupe du Mouvement républicain populaire.
Émile Poisson est un sénateur assidu et engagé ; membre de plusieurs commissions entre autres : éducation nationale, France d'outre-mer ainsi que beaux-arts, sports, jeunesse et loisirs, il défend âprement les causes qui lui tiennent à cœur. Si ses combats se tournent bien évidemment vers les territoires d'outre-mer avec ses travaux concernant la cause africaine et notamment l'évolution du statut de la femme noire, ils s'axent également sur la métropole et l'outre-mer combinés avec ses travaux relatifs à l'éducation pour tous et à la question sociale.
Il devient le directeur de publication du journal L'Avenir du Dahomey, créé en janvier 1947, organe officieux du BPA, qui diffuse les idées du parti à travers le pays.
Candidat à sa propre succession de sénateur, Émile Poisson se présente, le 14 novembre 1948, à l'élection du Conseil général et fait face à Albert Marescaux, fonctionnaire en poste au Dahomey, membre du Rassemblement du peuple français. Les deux candidats obtenant le même nombre de suffrages au premier comme au second tour, à savoir six voix chacun pour douze électeurs inscrits, Albert Marescaux est élu au bénéfice de l'âge. Mais l'élection est émaillée d'incidents et d'irrégularités divers et Émile Poisson proteste donc contre l'élection de son adversaire. Le 25 janvier 1949, le Conseil de la République prononce l'annulation des opérations électorales et invalide l'élection d'Albert Marescaux. Le 27 février, une élection partielle se tient et Émile Poisson est finalement réélu sénateur du Dahomey au premier collège.
Tête de liste du BPA, Émile Poisson se présente aux élections législatives françaises de 1951 avec comme colistier, Dominique Aplogan, mais le sénateur subit un nouveau revers ; sa paire est battue par les tandems Sourou Migan Apithy/Édouard Dunglas de l'Union française et Hubert Maga/René Deroux du Groupement ethnique du Nord-Dahomey. Sourou Migan Apithy et Hubert Maga deviennent, respectivement pour la quatrième et première fois, les deux députés du Dahomey à l'Assemblée nationale française.
À l'élection du Conseil de la République du 19 juin 1955, il ne parvient pas à remporter un troisième mandat. Battu par Émile Derlin Zinsou, il se concentre dès lors sur sa carrière d'élu local.
Il devient maire de Ouidah en 1956 et le demeure jusqu'en 1959.
Lors des législatives de 1959, il est tête de liste de l'Union démocratique dahoméenne (UDD) dans la commune de Ouidah. L'UDD remporte ces élections et Émile Poisson gagne sa place à l'Assemblée territoriale. Il siège en tant que député jusqu'à l'organisation des élections législatives anticipées de décembre 1960, à la suite de l'indépendance du Dahomey le 1er août.
Fraîchement promu premier ministre à la suite de la démission de Sourou Migan Apithy, Hubert Maga compose son gouvernement et nomme Émile Poisson, le 26 mai 1959, ministre de la Justice, de la Législation et de la Fonction publique,. En compagnie de quatre autres ministres, il finit par démissionner de son poste ; il est remplacé, le 2 novembre 1960, par Joseph Kèkè à la Justice et par Paul Darboux à la Fonction publique.
En novembre 1962, il est nommé par Hubert Maga représentant du Dahomey auprès de la CEE à Bruxelles. Une fonction qu'il cumule, à partir du 1er janvier 1964, avec celle d'ambassadeur extraordinaire et plénipotentiaire du Dahomey en France. Il reste ambassadeur jusqu'en mars 1967 lorsque Michel Ahouanmènou le remplace,.
Rentré au Dahomey, Justin Ahomadegbé, membre du Conseil présidentiel, recourt à ses services en le désignant, le 2 juillet 1970, conseiller technique pour les questions diplomatiques et économiques. Une expérience relativement brève car le 22 septembre suivant, Hubert Maga met un terme à la mission d'Émile Poisson.
Le 26 octobre 1972, à l'issue d'un coup d'État, le chef de bataillon Mathieu Kérékou renverse le Conseil présidentiel et prend le pouvoir. Émile Poisson, redevenu entre-temps ambassadeur, se voit démettre de ses fonctions, le 28 mars 1973, par le nouveau président de la République souhaitant faire table rase de l'administration précédente.

### Retraite et décès
Arrivé à la retraite, Émile Poisson quitte son pays natal pour s'installer en France ; il y meurt le 4 juin 1999, à Vanves.

## Distinctions et décorations
- Commandeur de la Légion d'honneur[4].
- Chevalier de l'ordre de l'Étoile noire[4].
- Officier de l'ordre national du Dahomey (1963)[28].
- Commandeur de l'ordre national du Dahomey (1967)[29].
- Grand officier de l'ordre national du Dahomey (1971)[30].